# Mole Mania
Mole Mania (モグラ〜ニャ, Mogurānya), est un jeu vidéo de puzzle développé par Nintendo EAD et Pax Softnica, et édité par Nintendo sur Game Boy en 1996.

## Synopsis
Le joueur incarne une taupe nommée Muddy Mole, dont la femme et les enfants ont été enlevés par Jinbe, un fermier cultivateur de choux et souverain de Jinbe Land, dont il est le principal antagoniste du héros. Muddy doit retrouver et sauver sa femme et ses sept enfants en naviguant à travers les sept mondes de Jinbe Land; éviter les ennemis, résoudre des énigmes, remplir des choux dans des trous et vaincre le boss de chaque monde. Muddy devra parcourir un par un chacun des sept mondes pour retrouver les membres de sa famille, avant de se retrouver face à face avec Jinbe.

## Système de jeu
Dans le jeu, Muddy doit déplacer une boule noire vers une porte à la fin de l'écran afin d'accéder à l'écran suivant. Il peut pousser, tirer et lancer la boule noire. Il peut également creuser dans un sol meuble pour trouver des chemins souterrains autour des obstacles. Choisir où creuser est un élément crucial des différentes énigmes du jeu, car créer des trous dans les mauvaises zones pourrait entraver les efforts du joueur pour avancer. Laisser tomber la boule dans un trou la ferait revenir à son point de départ. Étant donné la nature de la capacité de Muddy à déplacer la boule, creuser des trous aux mauvais endroits pourrait rendre complètement impossible l'accès à la porte avec la boule, obligeant Muddy à quitter l'écran puis à revenir pour réessayer. En chemin, il y a de nombreux obstacles, tels que des ennemis en mouvement, des tuyaux, des barils, des poids et des patrons.

## Accueil
- Nintendo Life: 7/10[2]